# Compétition sportive
« Rencontre sportive » redirige ici.  Pour l'épisode de Dr House, voir Rencontre sportive (Dr House).

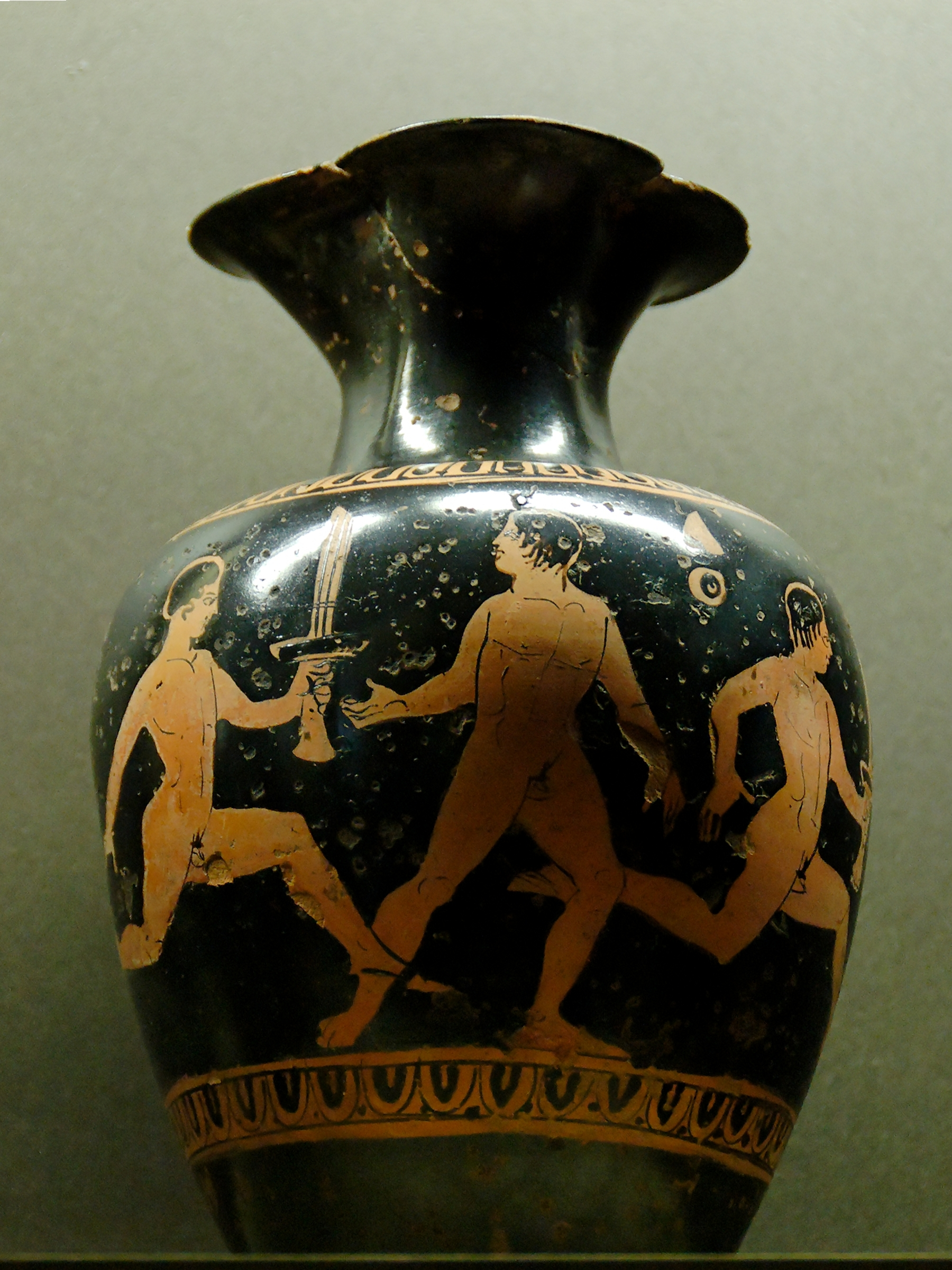
Course de relais aux jeux olympiques antiques.

La compétition sportive est la confrontation de « concurrents » ou d'équipes pratiquant une activité sportive dans le cadre de règles fixées, ou dans certaines disciplines de figures ou expressions libres (en patinage artistique, en escalade…).
La comparaison des résultats et/ou des performances des sportifs et/ou de leurs équipes est faite par des juges ou des arbitres, sur la base de règles et critères propres à chaque sport. Ceci permet in fine de désigner une équipe gagnante ou d'attribuer un titre « champion », un prix, une médaille, etc. au vainqueur d'une ou plusieurs épreuves. Le gagnant est alors généralement considéré comme faisant partie de l'élite du sport.

## Histoire
Les Jeux olympiques antiques sont l'une des plus anciennes formes connues de compétitions sportives. Des bas-reliefs crétois datant de 1500 av. J.-C. signalent toutefois l'existence de combats de lutte. De même, la lutte et la boxe sont pratiquées en compétition dès le IIIe millénaire av. J.-C. en Mésopotamie.
En occident, les jeux, joutes et tournois médiévaux, sont suivis de pratiques d'escrime ou de boxe qui prennent au XIXe siècle une importance plus internationale et occupent toute la société, via le développement du sport à l'école notamment, qui selon Attali et Saint-Martin (2007) a joué un rôle majeur dans la genèse d'une culture sportive de masse.

## Enjeux
Selon sa forme et le contexte, la compétition dans le sport et en particulier dans le sport d'équipe peut entraine une émulation sportive, détourner la violence en une pratique codifiée et maitrisée, et encourager les sportifs à se dépasser (au détriment de leur santé ou de leur sécurité parfois, risque réduit par l'entrainement sportif). 
À haut-niveau, la compétition est souvent associée à des enjeux financiers, politiques, d'image, de prestige individuel et international et de pouvoir qui peuvent dépasser le sportif lui-même (par exemple lors des jeux olympiques qui se sont déroulés durant les guerres mondiales ou leur préparation, ou encore lors de périodes de fortes tensions internationales ou  inter-ethnique (durant la guerre froide ou la guerre d'Algérie par exemple). 
Selon les points de vue, la compétition est présentée comme saine et susceptible de développer la santé et le fair-play, alors que d'autres la considèrent comme étant proche d'une forme de substitut préparatoire, compensatoire et symbolique à la guerre ou susceptible d'encourager des attitudes belliqueuses à l'égard de ceux qui ne sont pas identifiés comme étant dans le bon camp. Ainsi, Pierre Fougeyrollas, critique de la modernité sportive relève dans le journal L'Équipe du 4 mars 1981 une citation attribuée à Ronald Reagan (ancien joueur de football américain et acteur de cinéma devenu Président des États-Unis : « le sport est une sorte de haine propre, c'est l'activité humaine la plus proche de la guerre », Il aurait évoqué « la satisfaction que l'on éprouve à haïr la couleur du maillot de l'adversaire », qui selon Fougeyrollas aurait été pour R. Reagan l'un des moyens de se « préparer à l'expédition contre la Libye et à son projet d'invasion du Nicaragua »
Un an avant la Première Guerre mondiale, le baron Pierre de Coubertin lui-même, grand promoteur du sport pour tous et pour les nations, rappelait aussi que « les guerres de jadis avaient souvent un caractère un peu sportif […]. Une des causes de l'élan juvénile […] pourrait être dans la préparation indirecte à la guerre que comportent les sports ». Pour Patrick Tort (1986), les victoires et défaites sportives sont supposées être symboliques, mais en raison notamment de la médiatisation et de l'appropriation de la compétition par le public, elles mettent en jeu « un honneur qui rejaillit sur la communauté tout entière », il y aurait donc deux logiques qui cohabitent dans le sport, de paix et de guerre.
Les pressions de la compétition sportive, peut aussi « encourager » diverses formes de stress et de dopage, ou de contournement des principes éthiques par exemple promus par le baron de Coubertin.

## Calendrier des compétitions
Les sportifs ont plus ou moins de contrôle sur leur calendrier en fonction du sport pratiqué. Par exemple, les patineurs de vitesse sur piste courte français doivent obéir aux vœux de leur fédération, quitte à participer à des compétitions auxquels ils ne sont pas prêts, un cas classique dans le sport amateur. En escrime, autre sport amateur, les athlètes doivent choisir entre participer à beaucoup de compétitions pour gagner des points dans le classement et se concentrer uniquement sur les grands événements pour consolider leur statut.
Au contraire, en tennis, les joueurs ont souvent la liberté de choisir les tournois auxquels ils participent. Ils peuvent choisir de s'inscrire à autant de tournois que possible au risque de se blesser ou de faire un burnout, de ne participer qu'aux plus grands tournois au risque de ne rien gagner, ou de privilégier les tournois secondaires qui couvriront leurs dépenses même s'ils ne montent pas dans le classement. Dans les sports professionnels, deux calendriers se font concurrence : celui des compétitions de club ou ligue, et celui des compétitions de fédérations. En football, les sélections nationales et les compétitions en club créent de fortes tensions sur le calendrier des joueurs et sur les budgets à la fois de la FIFA et des clubs privés. Dans les autres sports, les athlètes sont libres de leurs mouvements et ne doivent pas se plier aux besoins de leur club. Dans ce cas, les fédérations internationales sont avantagées, mais elles sont déstabilisées dans les années 2020 par la création de ligues internationales privées comme le Global Champions Tour, l'International Swimming League ou la World Table Tennis qui versent des cash prizes importants.
Dans plusieurs sports, les calendriers de compétitions sont de plus en plus chargés, menant à une multiplication des blessures. Les déplacements fréquents donnent le sentiment à certains sportifs de ne pas avoir de chez-eux ou de routine. Ils peuvent aussi coûter très cher, notamment aux sportifs hors d'Europe et d'Amérique du Nord qui doivent voyager pour la plupart de leurs compétitions internationales.

## Sport sans compétition
D'autres possibilités sportives que la compétition sont par exemple la pratique de sports de coopération « sans gagnant » ou des activités physiques ludiques ne visant pas à battre ou surpasser quelqu'un d'autre (ou seulement symboliquement) (Taichi chuan et divers sports de pleine nature par exemple). Le sport sans compétition de détourne d'autant plus de l'organisation d'équipes à la manière de tactiques militaires et de leur vocabulaire.